# بونينغتون (فيرمونت)
بونينغتون (بالإنجليزية: Brownington, Vermont)‏ هي بلدة تقع في مقاطعة أورليانز (فيرمونت) بولاية فيرمونت في الولايات المتحدة. تأسست عام 1790، تبلغ مساحتها 73.6 (كم²)، وترتفع عن سطح البحر 342 م، بلغ عدد سكانها 885 نسمة في عام 2000 حسب إحصاء مكتب تعداد الولايات المتحدة وتصل الكثافة السكانية فيها 12.1 نسمة/كم2.

## وصلات خارجية
- The US50 - Cities and Towns in Vermont State
- Vermont Cities and Towns, Facts, Map, Flag, Colleges, Government, and More